# Le Caule-Sainte-Beuve

Le Caule-Sainte-Beuve este o comună în departamentul Seine-Maritime, Franța. În 1 ianuarie 2022 avea o populație de 479 de locuitori.